# Chen Muhua
Chen Muhua (xinès simplificat: 陈慕华) (Yozhu, 1921 - Pequín, 2011) fou una política xinesa. Membre del Buró Polític del Partit Comunista de la Xina,membre de l'Assemblea Popular Nacional de la Xina, ex viceministra de la República Popular de la Xina, Presidenta de la Federació Nacional de dones de la Xina i governadora del Banc Popular de la Xina.

## Biografia
Chen Muhua va néixer a Yozhu, comtat de Qingtian, província de Zhejiang (Xina).
Durant la segona guerra sino-japonesa, després dels "incidents del 7 de juliol" o "Incident del pont Marco Polo" quan estava a l'escola secundària va participar en el Moviment de Salvació Antijaponès i el 1938 va anar a Yan'an en una zona controlada pel Guomindang i va ingressar al Partit Comunista Xinès..
Va morir a Pequín 12 de maig del 2011

### Carrera militar i política
A Yan'an va ocupar diferents dins l'exèrcit anti-japonès, primer com a assistent militar del departament d'entrenament de la tercera branca de la Universitat Antijaponesa, més tard, com a oficial d'Estat Major de la Secció d'Educació i a l'Oficina d'Investigació militar del comandament de Shaanxi-Gansu-Ningjin-Suizhou. També va exercir com a directora i instructora política del Departament de Logística del Comandament Conjunt de Defensa i com a secretaria del Departament de Construcció Econòmica del Departament de Logística.
Després de la guerra sino-japonesa, durant la Guerra Civil xinesa, va servir com a oficial d'estat major de la Regió Militar de la província de Rehe. El 1946 va incorporar-se als Ferrocarrils del Nord-Est, o va ser nomenada assistent polític de l'administració i després directora de l'Institut d'Infermeria. El 1949, va ser vicepresidenta de l'Hospital Central del Ferrocarril de Zhongchang.
Després de la fundació de la República Popular de la Xina va tenir una dilatada carrera política en diversos càrrecs, en l'àmbit de l'economia, el transport, i especialment en l'economia exterior.
Durant la Revolució Cultural, inicialment va ser atacada, però va sobreviure als atacs de la Banda dels Quatre, i va mantenir la credibilitat, especialment per la seva tasca de projecció exterior del país.
En l'àmbit polític del 1987 a 1977 va ser membre del Comitè Central del Partit Comunista Xinès, i del 1993 al 1998 membre de l'Assemblea Popular Nacional de la Xina, va participar en la 7èi 8è sessions com a vicepresidenta.
Després de la Tercera Sessió Plenària de l'Onze Comitè Central del Partit Comunista de la Xina, va promoure activament diverses formes de cooperació econòmica exterior, captació d'inversió estrangera i va establir acords per potenciar els canvis en funció de la necessitat d'obertura de la Xina al món exterior.
De 1978 a 1980 va ser viceprimera ministra del govern, durant el mandat de Zhao Zyang. Malgrat que Zhao es va oposar a l'actuació del govern durant les protestes de la Plaça de Tian'anmen i va ser purgat, Chen va seguir ocupant càrrecs en el govern i en el partit. En l'època de Deng Xiaoping, el 1986 va ser nomenada governadora del Banc Popular de la Xina, des de on va promoure les reformes financeres i de gestió econòmica i bancària. També va promoure l'entrada de la Xina al Banc Asiàtic de Desenvolupament.
De 1988 a 1998 va ser Presidenta de la Federació Nacional de Dones de la Xina.